# Бйорн Ульдалль
Бйорн Ульдалль (дан. Bjørn Uldall; нар. 10 квітня 1994, Гернінг) — данський хокеїст, захисник. Був гравцем збірної команди Данії.

## Ігрова кар'єра
Професійну хокейну кар'єру розпочав 2011 року.
Єдиною професійною командою у кар'єрі гравця був клуб Метал Ліген «Гернінг Блю-Фокс», а також виступав за другу команду «Блю-Фокс», де і завершив кар'єру на початку сезону 2022–23.

## На рівні збірних
У складі національної збірної Данії виступав на чемпіонаті світу 2015 року.

## Клубна статистика
| Сезон   | Клуб               | Ліга        | Регулярний сезон | Регулярний сезон | Регулярний сезон | Регулярний сезон | Регулярний сезон | Плей-оф | Плей-оф | Плей-оф | Плей-оф | Плей-оф |
| Сезон   | Клуб               | Ліга        | І                | Г                | П                | О                | ШХ               | І       | Г       | П       | О       | ШХ      |
| ------- | ------------------ | ----------- | ---------------- | ---------------- | ---------------- | ---------------- | ---------------- | ------- | ------- | ------- | ------- | ------- |
| 2011–12 | «Гернінг Блю-Фокс» | Суперліга   | 4                | 0                | 0                | 0                | 2                | –       | –       | –       | –       | –       |
| 2012–13 | «Гернінг Блю-Фокс» | Суперліга   | 38               | 2                | 3                | 5                | 4                | 6       | 0       | 0       | 0       | 0       |
| 2013–14 | «Гернінг Блю-Фокс» | Метал Ліген | 19               | 3                | 2                | 5                | 12               | 15      | 0       | 1       | 1       | 2       |
| 2014–15 | «Гернінг Блю-Фокс» | Метал Ліген | 36               | 2                | 14               | 16               | 6                | 15      | 0       | 3       | 3       | 4       |
| 2015–16 | «Гернінг Блю-Фокс» | Метал Ліген | 18               | 0                | 0                | 0                | 4                | –       | –       | –       | –       | –       |
| 2017–18 | «Гернінг Блю-Фокс» | Метал Ліген | 26               | 2                | 3                | 5                | 8                | –       | –       | –       | –       | –       |
| 2018–19 | «Гернінг Блю-Фокс» | Метал Ліген | 1                | 0                | 0                | 0                | 0                | –       | –       | –       | –       | –       |
| 2019–20 | «Гернінг Блю-Фокс» | Метал Ліген | 3                | 0                | 1                | 1                | 0                | –       | –       | –       | –       | –       |
| 2020–21 | «Гернінг Блю-Фокс» | Метал Ліген | 14               | 0                | 6                | 6                | 2                | –       | –       | –       | –       | –       |